# Ceaux-en-Couhé
Ceaux-en-Couhé è un comune francese di 530 abitanti situato nel dipartimento della Vienne nella regione della Nuova Aquitania.

## Società

### Evoluzione demografica
Abitanti censiti